# Jodenbuurt
Die Jodenbuurt (deutsch: Judenviertel, auch: jüdisches Viertel) war bis zum Zweiten Weltkrieg ein Stadtviertel in der Amsterdamer Innenstadt. Dazu gehörten die Jodenbreestraat, die Insel Uilenburg, der Waterlooplein, die Halbinseln Rapenburg und Valkenburg und die Nieuwe Herengracht, später auch der Nieuwmarkt, die Sint Antoniesbreestraat, der Stadtteil Plantage, die Weesperstraat und der Weesperplein.

## Geschichte
1593 kamen aus Portugal und Spanien die ersten sephardischen Juden nach Amsterdam, die sich in der Umgebung der Jodenbreestraat und dem Waterlooplein niederließen. Im 17. Jahrhundert zogen ebenfalls viele askenasische Juden aus Mittel- und Osteuropa in das Viertel. Die jüdische Bevölkerung zählte 1612 rund 500 Personen, 1620 waren es etwa 1000 und 1672 circa 2500. Die jüdischen Bürger gaben der Stadt Amsterdam in jiddischer Sprache den Namen Mokum, abgeleitet vom hebräischen Wort Makom („Ort“) um anzudeuten, dass sie sich in der Stadt zuhause fühlten. 1579 erhielten mit der Utrechter Union alle Einwohner der Republik Glaubensfreiheit. Zum ersten Mal wurde in Europa die Glaubensfreiheit gesetzlich garantiert.
Um 1600 kamen die ersten Juden aus Deutschland nach Amsterdam und zwischen 1602 und 1610 wurde die erste Synagoge, Bet Jokob, errichtet. Zwischen 1608 und 1612 kam die zweite Synagoge, Neve Sjalom, hinzu und 1618 die dritte mit dem Namen Bet Israel. Das jüdische Viertel konzentrierte sich um den Waterlooplein, die Jodenbreestraat und die Wibautstraat. Auf dem Waterlooplein wurde Straßenhandel getrieben, ebenso entstanden Buchdruckereien und einige Diamantschleifereien.
In den 1930er-Jahren flohen viele Juden aus Deutschland vor den Verfolgungen der Nationalsozialisten in die Niederlande. Die niederländische Regierung war nur bereit, Juden aufzunehmen, die sich in „Lebensgefahr“ befanden. 1933 wurde der Beschluss gefasst, dass hierdurch dem Staat keinerlei Kosten entstehen dürften.
Während des Zweiten Weltkriegs standen die Niederlande vom Mai 1940 bis zum Mai 1945 unter deutscher Besatzung. 1941 wurde die Jodenbuurt in Amsterdam von den Nationalsozialisten zum Ghetto erklärt und stetig wachsenden Einschränkungen unterworfen. Am 10. Januar 1941 mussten sich alle jüdischen Bürger registrieren lassen. Ab 2. Mai 1942 wurden Juden verpflichtet, einen gelben Stern zu tragen, und es wurde ihnen der Besitz von Fahrrädern verboten. Ab 6. Juli 1942 durften Juden nicht mehr telefonieren und keine nichtjüdischen Personen besuchen. Autofahren für Juden wurde am 23. Oktober 1942 verboten, und im Mai, Juni und September 1943 fanden in Amsterdam drei große Razzien statt.
Mittelpunkt des heutigen kulturellen jüdischen Lebens ist das Jüdische Museum in Amsterdam. Jährlich finden Film- und Musikfestivals statt. Es gibt zwei jüdische Bibliotheken, Et Haim – Livraria Montezinos und in der Universität von Amsterdam die Bibliotheca Rosenthaliana. Darüber hinaus bestehen verschiedene Jugend-, Studenten- und Frauenorganisationen und seit 2012 besteht mit dem Jüdisches Kulturviertel eine Dachorganisation für historische jüdische Einrichtungen in Amsterdam. Das Jüdische Kulturviertel organisiert Veranstaltungen und Ausstellungen und fördert sowohl die Bildung als auch Forschung und Digitalisierung.

## Die Jodenbuurt

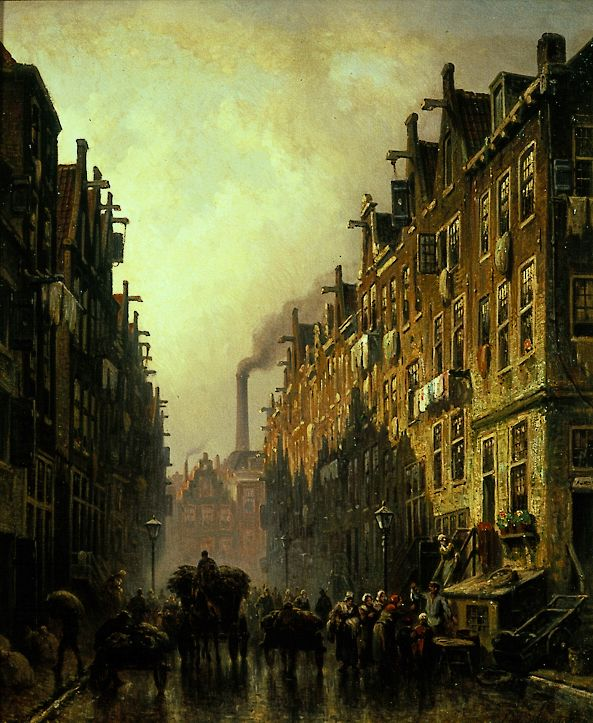
Die Jodenbuurt in Amsterdam ca. 1889. Von Eduard Alexander Hilverdink.

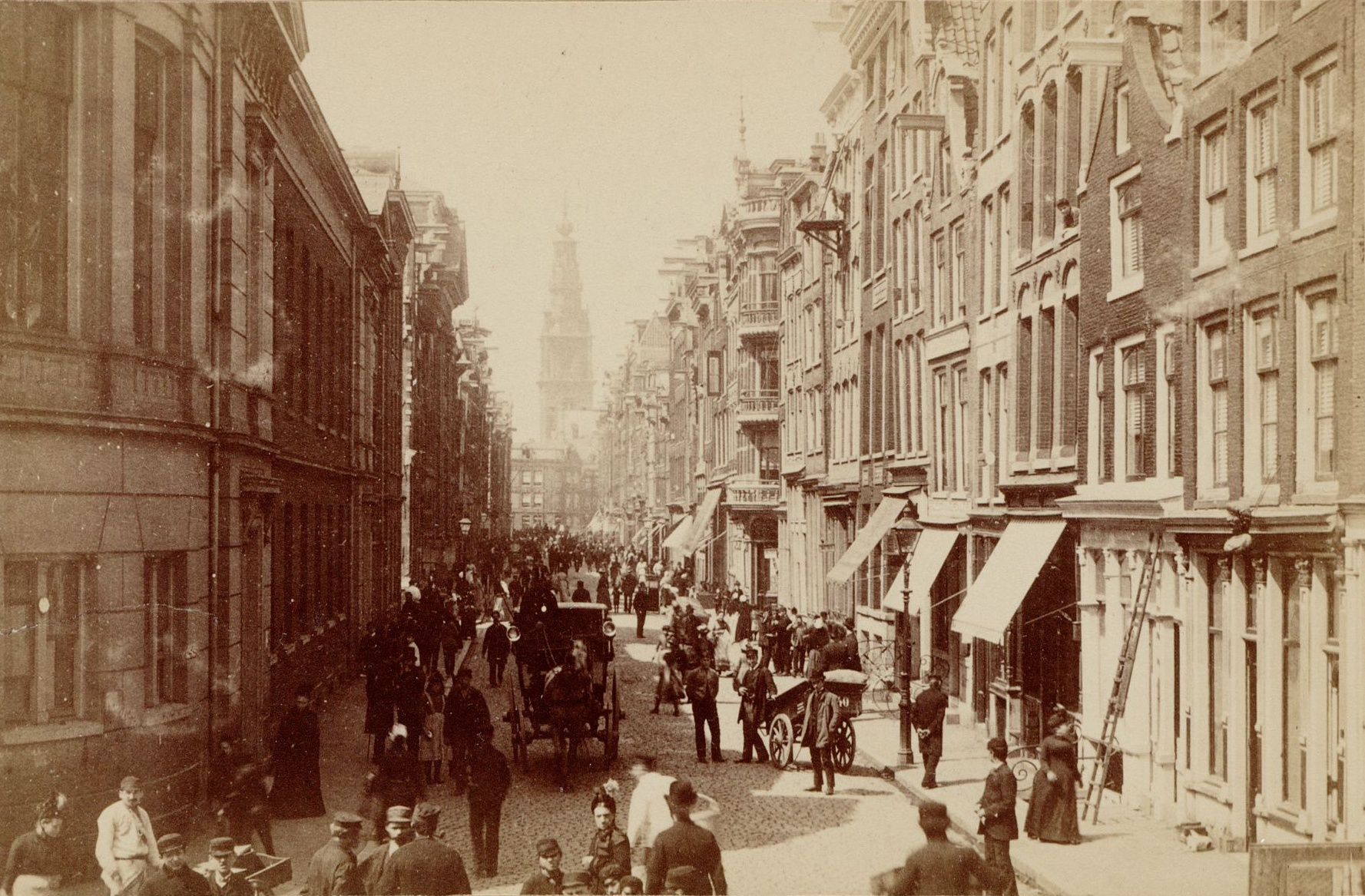
Die Jodenbreestraat ca. 1884. Links die Rückseite der Mozes en Aäronkerk.

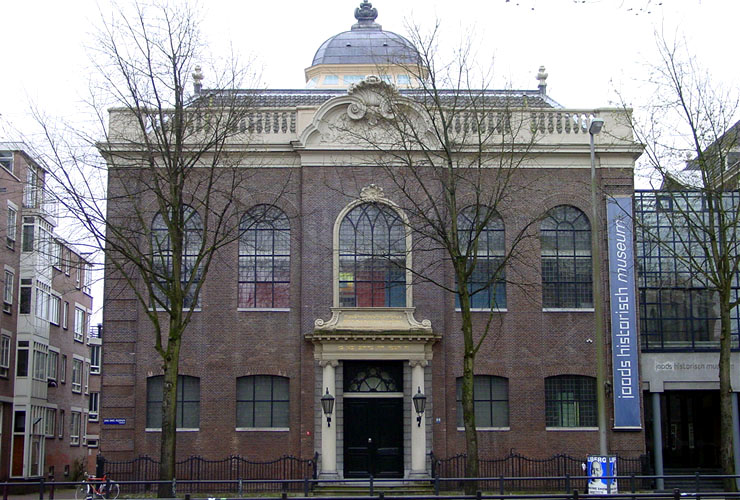
Das Jüdische Museum am J.D. Meijerplein in Amsterdam.

### Jodenbreestraat
Zwischen dem Neumarkt und der Sint Antoniessluis (Sint Antoniesschleuse) lag die Straße Sint Antoniesbreestraat. Ein 200 m langer Teil dieser Straße zwischen der Schleuse und dem Platz Mr. Visserplein bekam in der zweiten Hälfte des 17. Jahrhunderts den Namen Jodenbreestraat, da sich dort viele jüdische Händler niederließen. Die Straße diente als Marktplatz. 1893 mussten die Händler auf Anordnung der Gemeinde ihren Straßenmarkt auf den Waterlooplein verlegen. Dieses Viertel, im Volksmund auch Jodenhoek (wörtlich: „Judenecke“) genannt, lag zwischen dem Hauptbahnhof Amsterdam, dem Kloveniersburgwal, der Valkenburgerstraat und der Prins Hendrikkade. Etwa 25.000 Juden lebten hier.

### Sint Antoniesbreestraat
Diese Straße liegt zwischen dem ehemaligen Waaggebäude am Nieuwmarkt und der Schleuse Sint Antoniessluis. Im 17. Jahrhundert hatte die Straße den Nimbus eines Künstlerviertels. Nach dem Zweiten Weltkrieg wurden viele der alten Häuser abgebrochen.

### Mr. Visserplein
Der Platz Meester Visserplein wurde nach Lodewijk Ernst Visser genannt, Präsident des Hohen Rates der Niederlande (Hoge Raad). Auf dem Platz steht die Portugiesische Synagoge, einst die größte Europas. Dieser gegenüber befindet sich der aus vier ehemaligen Synagogen bestehende Komplex Hoogduitse Synagogen, in dem heute das Jüdische Museum untergebracht ist.

### Waterlooplein
Der Marktplatz Waterlooplein wurde 1882 nach Aufschüttung der Kanäle Leprozengracht und Houtgracht angelegt. Der Platz grenzt an den Fluss Amstel, den Zwanenburgwal und den Mr. Visserplein. Im Zweiten Weltkrieg erklärten die Nationalsozialisten den Waterlooplein zum „Judenviertel“. Im Hungerwinter 1944 kam es wegen der großen Hungers- und Brennstoffnot zu Plünderungen.

### Uilenburg
Die Insel Uilenburg kam zusammen mit den am IJ liegenden Halbinseln Rapenburg und Valkenburg 1593 zur Gemeinde Amsterdam. Ende des 19. Jahrhunderts war die Uilenburg so dicht bevölkert, dass ansteckende Krankheiten weit verbreitet waren. Im Jahre 1910 wurden 368 von 861 Wohnungen als unbewohnbar erklärt und anschließend saniert. Der größte Teil der jüdischen Bevölkerung wurde während des Zweiten Weltkrieges in Vernichtungslager deportiert und dort getötet.

### Rapenburg
Die Halbinsel Rapenburg wurde angelegt zur Zeit der Ersten und zweiten großen Stadtausbreitung zwischen 1585 und 1596. In der Rapenburgerstraat gab es eine Synagoge, eine Diamantschleiferei, ein Waisenhaus für Mädchen sowie ein Portugiesisch-Israelitisches Krankenhaus. Nachdem die jüdische Bevölkerung während der deutschen Besatzung im Zweiten Weltkrieg weitgehend in den Vernichtungslagern umgekommen war, wurde die Rapenburg in den 1960er-Jahren mit der Verkehrsachse Weesperstraat – IJ-Tunnel überbaut.

### Die Plantagebuurt
Ab 1900 wohnten in dem de Plantage genannten Viertel viele jüdische Bürger. Die Plantagebuurt liegt rund um den Zoo Artis und grenzt im Norden an den Amsterdamer Grachtengürtel. Hier liegen der Wertheimpark, das Auschwitz-Monument und das dem Widerstand gegen den Nationalsozialismus gewidmete Verzetsmuseum.

### Weesperplein und Weesperstraat
Der Weesperplein liegt zwischen der Sarphatiestraat und der Nieuwe Achtergracht. Er verbindet die Weesperstraat mit dem Rijnspoorplein in Richtung der Weesperstraat. 1663 wurde die Weesperstraat angelegt und verband das Stadttor Weesperpoort mit dem Ort Weesp. In den 1960er Jahren wurde die alte Weesperstraat zur Hauptverkehrsachse zwischen dem Weesperplein und dem J.D. Meijerplein ausgebaut. Der frühere Straßenname blieb erhalten. Die damals schmale Straße wurde von der jüdischen Bevölkerung in Anlehnung an das deutsche Wort „Gasse“ Wazepergas genannt.
1937 wurde am Weesperplein das Pflegeheim de Joodsche Invalide (wörtlich: „der jüdische Invalide“) eröffnet. Am 1. März 1943 wurden alle Insassen und das Pflegepersonal des Heimes von den Nationalsozialisten deportiert. Zur Erinnerung befindet sich dort heute eine bronzene Tafel. Ein 1947 von Jobs Wertheim gestaltetes Denkmal der Joodse Erkentelijkheid (wörtlich: „Jüdische Dankbarkeit“) steht seit 1968 in der Weesperstraat.
Am 19. September 2021 wurde in der Weesperstraat das vom Architekten Daniel Libeskind entworfene Holocaust Namenmonument, das Nationale Holocaust-Mahnmal der Niederlande, eröffnet.

### Nieuwe Herengracht
Die Nieuwe Herengracht entstand bei der letzten großen Stadtausbreitung östlich der Amstel bis zur Schippersgracht. Diese Gracht gehörte, ebenso wie die Nieuwe Keizersgracht und die Nieuwe Prinsengracht, zum gutsituierten Teil der damaligen Jodenbuurt.

## Weiterführende Literatur
- Selma Leydesdorff: Wij hebben als mens geleefd. Het joodse proletariaat van Amsterdam 1900 bis 1940. Uitgeverij Meulenhoff, Amsterdam, 1987, ISBN 90-290-9895-3.
- Ab Caransa: Verzamelen op het Transvaalplein. Ter nagedachtenis van het joodse proletariaat van Amsterdam. Bosch & Keuning, 1984, ISBN 90-246-4523-9.
- Flip ten Cate: Dit volckje seer verwoet: een geschiedenis van de Sint Antoniesbreestraat. Amsterdam: Uitgeverij Pantheon, 1988, ISBN 90-72653-01-7.
- Barbara Beuys: „Leben mit dem Feind“. Amsterdam unter deutscher Besatzung 1940-1945. Hanser, München 2012